# Les Autels-Saint-Bazile
Pour les articles homonymes, voir Les Autels et Saint-Bazile.
Les Autels-Saint-Bazile est une ancienne commune française, située dans le département du Calvados en région Normandie, devenue le 1er janvier 2016 une commune déléguée au sein de la commune nouvelle de Livarot-Pays-d'Auge.
Elle est peuplée de 48 habitants.

## Géographie
| Tortisambert (comm. nouv. de Livarot-Pays-d'Auge), L'Oudon (comm. ass. de Montpinçon) | Tortisambert (comm. nouv. de Livarot-Pays-d'Auge) | Tortisambert (comm. nouv. de Livarot-Pays-d'Auge), La Chapelle-Haute-Grue (comm. nouv. de Val-de-Vie) |
| L'Oudon (comm. ass. de Montpinçon et Ammeville)                                       | des Autels-Saint-Bazile                           | Sainte-Foy-de-Montgommery (comm. nouv. de Val-de-Vie), Crouttes (Orne)                                |
| L'Oudon (comm. ass. de Garnetot)                                                      | Le Renouard (Orne)                                | Le Renouard (Orne)                                                                                    |

## Toponymie
Le nom de la localité actuelle des Autels est attesté sous les formes Altaria vers 1024, Les Authels sur la carte de Cassini vers 1761 et Les Autels-en-Auge avant la fusion de communes en 1831. En ancien français, les autels — ou plus communément en Normandie les authieux — désignaient un lieu de culte muni de plusieurs autels, mais de faible importance.
La paroisse de Saint-Bazile semble avoir été dédiée à Basile de Césarée.

## Histoire
En 1831, Saint-Bazile (86 habitants) absorbe Les Autels-en-Auge (89 habitants). L'église paroissiale conservée est celle de Saint-Bazile et la mairie est établie sur l'ancien territoire des Autels-en-Auge. Saint-Bazile est considérée comme commune absorbante.
Le 1er janvier 2016, Les Autels-Saint-Bazile intègre avec vingt-et-une autres communes la commune de Livarot-Pays-d'Auge créée sous le régime juridique des communes nouvelles instauré par la loi no 2010-1563 du 16 décembre 2010 de réforme des collectivités territoriales. Les communes d'Auquainville, Les Autels-Saint-Bazile, Bellou, Cerqueux, Cheffreville-Tonnencourt, La Croupte, Familly, Fervaques, Heurtevent, Livarot, Le Mesnil-Bacley, Le Mesnil-Durand, Le Mesnil-Germain, Meulles, Les Moutiers-Hubert, Notre-Dame-de-Courson, Préaux-Saint-Sébastien, Sainte-Marguerite-des-Loges, Saint-Martin-du-Mesnil-Oury, Saint-Michel-de-Livet, Saint-Ouen-le-Houx et Tortisambert deviennent des communes déléguées et Livarot est le chef-lieu de la commune nouvelle.

## Politique et administration
| Période                                  | Période | Identité           | Étiquette | Qualité                                |
| ---------------------------------------- | ------- | ------------------ | --------- | -------------------------------------- |
| 1922                                     | 1924    | Firmin Lemarchand  |           |                                        |
|                                          |         |                    |           |                                        |
| 1959                                     | 2001    | Bernard Lemarchand | SE        | Agriculteur, fils de Firmin Lemarchand |
| 2001                                     | 2015    | Xavier Lemarchand  | SE        | Agriculteur, fils du précédent         |
| Les données manquantes sont à compléter. |         |                    |           |                                        |

Le conseil municipal était composé de sept membres dont le maire et un adjoint. Seuls deux de ces conseillers intègrent le conseil municipal de Livarot-Pays-d'Auge le 1er janvier 2016 jusqu'en 2020 et Xavier Lemarchand devient maire délégué.

## Démographie
En 2021, la commune comptait 48 habitants. Depuis 2004, les enquêtes de recensement dans les communes de moins de 10 000 habitants ont lieu tous les cinq ans (en 2004, 2009, 2014, etc. pour Les Autels-Saint-Bazile) et les chiffres de population municipale légale des autres années sont des estimations.
Les Autels-Saint-Bazile a compté jusqu'à 188 habitants en 1841.
| 1793 | 1800 | 1806 | 1821 | 1831 | 1836 | 1841 | 1846 | 1851 |
| ---- | ---- | ---- | ---- | ---- | ---- | ---- | ---- | ---- |
| 75   | 59   | 70   | 81   | 86   | 178  | 188  | 184  | 171  |

| 1856 | 1861 | 1866 | 1872 | 1876 | 1881 | 1886 | 1891 | 1896 |
| ---- | ---- | ---- | ---- | ---- | ---- | ---- | ---- | ---- |
| 155  | 164  | 165  | 151  | 179  | 170  | 173  | 161  | 144  |

| 1901 | 1906 | 1911 | 1921 | 1926 | 1931 | 1936 | 1946 | 1954 |
| ---- | ---- | ---- | ---- | ---- | ---- | ---- | ---- | ---- |
| 157  | 140  | 139  | 119  | 118  | 124  | 113  | 142  | 113  |

| 1962 | 1968 | 1975 | 1982 | 1990 | 1999 | 2004 | 2009 | 2014 |
| ---- | ---- | ---- | ---- | ---- | ---- | ---- | ---- | ---- |
| 105  | 95   | 72   | 63   | 52   | 51   | 45   | 49   | 51   |

| 2018 | - | - | - | - | - | - | - | - |
| ---- | - | - | - | - | - | - | - | - |
| 49   | - | - | - | - | - | - | - | - |

## Lieux et monuments
- Église Saint-Bazile des XVIe et XVIIe siècles. Elle abrite une Vierge à l'Enfant du XVe classée à titre d'objet aux monuments historiques[13].
- Autel de l'église des Autels. Cette église n'a pas été conservée après la fusion des communes. Il en reste quelques traces au sud-ouest du village des Autels et son autel en pierre a été installé à découvert en face de la mairie.